# Stazione di Fuchinobe
La stazione di Fuchinobe (淵野辺駅?, Fuchinobe-eki) è una stazione ferroviaria situata nel quartiere di Chūō-ku a Sagamihara, città della prefettura di Kanagawa in Giappone, ed è servita dalla linea Yokohama della JR East.

## Linee
East Japan Railway Company
■ Linea Yokohama

## Struttura
La stazione di Fuchinobe è realizzata in superficie con un marciapiede a isola servente due binari.
| 1 | ■ Linea Yokohama |  | per Hashimoto e Hachiōji                                        |
| 2 | ■ Linea Yokohama |  | per Machida, Shin-Yokohama, Kikuna, Higashi-Kanagawa e Yokohama |

## Stazioni adiacenti
| «                   | Servizio       | »              |
| Linea Yokohama      | Linea Yokohama | Linea Yokohama |
| ------------------- | -------------- | -------------- |
| Kobuchi             | Locale         | Yabe           |
| Il rapido non ferma |                |                |